# Pável Kótov (tenista)
Pável Kótov (en ruso: Павел Котов; Moscú, 18 de noviembre de 1998) es un jugador de tenis ruso.
Su ranking ATP  más alto de individuales fue el número 61, logrado el 29 de enero de 2024. Su ranking ATP más alto de dobles fue el número 226, logrado el 8 de noviembre de 2021.

## Títulos ATP (0; 0+0)

### Individual (0)
| Leyenda                         |
| Grand Slam (0)                  |
| ATP World Tour Finals (0)       |
| ATP World Tour Masters 1000 (0) |
| ATP World Tour 500 (0)          |
| ATP World Tour 250 (0)          |

#### Finalista (1)
| N.º | Fecha                 | Torneo    | Superficie | Oponente en la final | Resultado        |
| --- | --------------------- | --------- | ---------- | -------------------- | ---------------- |
| 1.  | 22 de octubre de 2023 | Estocolmo | Dura (i)   | Gaël Monfils         | 6-4, 6-7(6), 3-6 |

## Títulos ATP Challenger (4;3+1)

### Individuales (3)
| N.° | Fecha                   | Torneo                   | Superficie    | Oponente en la final | Resultado        |
| --- | ----------------------- | ------------------------ | ------------- | -------------------- | ---------------- |
| 1.  | 11 de diciembre de 2021 | Challenger de Forli II   | Dura (i)      | Andrea Arnaboldi     | 6–4, 6–3         |
| 2.  | 23 de enero de 2022     | Challenger de Forli III  | Dura (i)      | Quentin Halys        | 7–5, 6–7(5), 6–3 |
| 3.  | 14 de agosto de 2022    | Challenger de San Marino | Tierra batida | Matteo Arnaldi       | 7-6, 6-4         |

### Dobles (1)
| N.º | Fecha                 | Torneos                 | Superficie | Pareja          | Oponentes                 | Resultado          |
| --- | --------------------- | ----------------------- | ---------- | --------------- | ------------------------- | ------------------ |
| 1.  | 16 de febrero de 2020 | Challenger de Cherburgo | Dura (i)   | Roman Safiullin | Dan Added Albano Olivetti | 7–6(6), 5–7, 12–10 |